# Nummer siebzehn
Nummer siebzehn ist ein britischer Thriller von Alfred Hitchcock aus dem Jahr 1932. Er ist am ehesten dem Genre der Kriminalgroteske zuzuordnen.

## Handlung
In einem dunklen, unheimlichen Haus in London begegnen sich eine Gruppe von Figuren, die alle in Zusammenhang mit einer gestohlenen Halskette stehen, darunter die Juwelendiebe, ein Landstreicher, ein Detektiv und ein junges Mädchen. Die unübersichtliche Situation mündet schließlich in eine Verfolgungsjagd zwischen einem Eisenbahnzug und einem Bus.

## Hintergrund
Nummer siebzehn ist die Verfilmung des gleichnamigen Bühnenstücks von Joseph Jefferson Farjean. Es war eine Auftragsarbeit für British International Pictures, die Hitchcock nur sehr widerwillig übernahm, da er zu diesem Zeitpunkt bereits zwei Projekte begonnen hatte, die ihn mehr interessierten: den semi-autobiographischen Film Endlich sind wir reich, den er dann nach Nummer siebzehn inszenierte, und die Verfilmung des erfolgreichen Theaterstücks London Wall von Thomas van Druyten, die dann der Regisseur Thomas Bentley unter dem Titel Nach Büroschluß (After Office Hours) unternahm. Bentley hätte kurioserweise statt dieses Films viel lieber Nummer siebzehn inszeniert.
Hitchcock meinte, aus dem klischeebeladenen Theaterstück sei wenig herauszuholen. Er hatte schließlich die Idee, den Film zu retten und gleichzeitig die Bosse bei BIP zu überlisten, indem er aus der Vorlage eine Parodie auf Gangster- und Spionagefilme machte. Er wollte sämtliche Klischees auf die Spitze treiben und dies sollte so subtil geschehen, dass es möglichst niemand in der BIP-Chefetage merkte. Alfred und Alma Hitchcock schrieben schließlich mit dem Drehbuchautor Rodney Ackland ein hanebüchenes Drehbuch, das jeder gängigen Dramaturgie und jeder Logik widersprach und das am Ende dennoch von den Produzenten akzeptiert wurde.
Die Geschichte enthält eine Reihe von Motiven, die sich wie ein roter Faden durch Hitchcocks Filmographie ziehen: Der MacGuffin (hier eine ominöse Halskette), hinter der alle her sind und die die turbulente Handlung auslöst, ein dunkles, unheimliches Haus, eine furiose Verfolgungsjagd (die leicht erkennbar mit Modellfahrzeugen gedreht wurde), einen Mann und eine Frau, die unschuldig in Gefahr geraten und zwischen denen sich eine Romanze entwickelt. Hitchcock spielte wie gewohnt mit Licht und Schatten, mit schrägen Kameraeinstellungen und er drapierte Unmengen kleine Details, die den Film für manche auch bei mehrmaligem Anschauen zum Vergnügen machen. Nummer siebzehn ist Hitchcocks vierter Thriller, aber der erste mit eindeutig komödiantischem Einschlag – ein Genre, für das der Name Hitchcock jahrzehntelang stehen sollte wie für kein anderes.
Der Film war kommerziell ein Misserfolg, wohl weil er als Thriller zu klamaukhaft und unlogisch und andererseits als Komödie zu wenig pointiert war und vor allem weil sich die den Film bestimmende Verfolgungsjagd am Ende als völlig sinnlos herausstellt. Hitchcock selbst nannte den Film später „eine Katastrophe“ und redete ungern darüber. Der Filmkritiker Hans-Christoph Blumenberg schrieb viel später über Nummer siebzehn: „Ein Film, den man gegen seinen Autor in Schutz nehmen muss; ein Film; der weitaus besser ist, als sein Ruf; einer der besten aus Hitchcocks englischer Periode.“